# Мистер Сенко
Мистер Сенко е български илюзионист. Неговото истинско име е Евстати Христов Карайончев.

## Биография и кариера
Роден е на 12 февруари 1905 г. във Враца.
Някои от най-известните му илюзии са „Електрическият стол“, „Разрязване на жена с циркулярен трион“ и „Сваляне на главата“. За последната илюзия той получава през 1961 г. в Индианаполис специалната награда на Американската асоциация на илюзионистите. По изрично настояване показва „Сваляне на главата“ и в Холивуд пред звездите на американското кино.
Мистер Сенко е почетен член на асоциациите на илюзионистите на Германия, Франция и САЩ. Френското сдружение на илюзионистите му връчва най-високото отличие – ордена „Робер Худен“. Почетен гражданин е на Париж и София, а също така е почетен президент на Клуба на илюзионистите в България от годината на създаването му. Получава званието „Герой на социалистическия труд“ и е награден с ордените „Георги Димитров“, „Народна република България“ – първа степен, „Кирил и Методий“ – първа степен, и други отличия.
Мистер Сенко почива на 26 юли 1987 г. в София.

## Филмография
- Четвъртото измерение (1977-1982), 6 серии – илюзионистът Мистър Сенко